# Mac Danzig

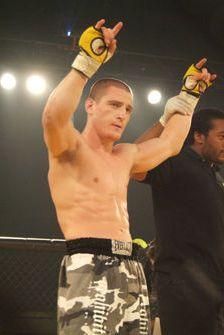
Mac Danzig

Mac Danzig (* 2. Januar 1980) ist ein US-amerikanischer Mixed-Martial-Arts-Kämpfer und Kampfsporttrainer sowie MMA National Amateur Champion, Gladiator-Challenge-Leichtgewichtsmeister, IFC-Leichtgewichtsmeister und fünffacher King-of-the-Cage-Leichtgewichtsmeister. Mac Danzig war Sieger der sechsten Staffel von The Ultimate Fighter und steht aktuell unter Vertrag mit der Ultimate Fighting Championship (UFC).
Danzigs erster UFC-Kampf war am 8. Dezember 2007, wobei er den Ultimate Fighter 6 gewann, indem er Tommy Speer besiegte. Sein letzter Kampf war gegen Joe Stevenson am 11. Dezember 2010 beim UFC 124. Danzig gewann den Kampf durch K. o. in der 1. Runde nach knapp zwei Minuten. Somit hat er eine Kampfstatistik von 20 Siegen, acht Niederlagen und einem Unentschieden.
Mac lebt seit 2004 streng vegan und engagiert sich für Tierrechte.